# Bombardiranje Zagreba u Drugom svjetskom ratu
Bombardiranje Zagreba u Drugom svjetskom ratu izvršili su Saveznici nad strateškim ciljevima u gradu tijekom 1944. i 1945. godine. Prema popisu žrtava rata iz 1950. godine, ukupno od 327 ljudi stradalo je u bombardiranjima.
Tijekom bombardiranja najteže su stradala područja Črnomerca, Borongaja i Plesa. Na meti je posebice bio Borongaj kao mjesto vojnog uzletišta.
Dana 22. veljače 1944. godine bombardiranjem je pogođen dominikanski samostan, u kojem je poginulo osam studenata teologije. Kao odgovor na te smrti, zagrebački nadbiskup Alojzije Stepinac poslao je pismo britanskom veleposlaniku pri Svetoj Stolici.
Dana 30. svibnja 1944. na Borongaj je bačeno 100 bombi, svaka teška 250 kg.

## Posljedice
Godine 2007. i 2008. neeksplodirane bombe pronađene su u Maksimiru tijekom izgradnje.
Godine 2008. pronađena je bomba u obližnjoj Svetoj Nedelji.

## Vremenska crta
- 22. veljače 1944. – Petnaesta zračna snaga izvršila bombardiranje.[11]
- 6. travnja 1944. – Petnaesta zračna snaga izvršila bombardiranje, oboreno šest američkih zrakoplova.[11]
- 24. svibnja 1944. – Petnaesta zračna snaga izvršila bombardiranje.[11]
- 30. svibnja 1944. – Petnaesta zračna snaga izvršila bombardiranje.[11]
- 30. lipnja 1944. – Petnaesta zračna snaga izvršila bombardiranje.[11]
- 7. srpnja 1944. – Petnaesta zračna snaga izvršila bombardiranje.[11]
- 5. siječnja 1945. – Petnaesta zračna snaga izvršila bombardiranje.[11]
- 19. siječnja 1945. – Petnaesta zračna snaga izvršila bombardiranje.[11]
- 13. veljače 1945. – Petnaesta zračna snaga izvršila bombardiranje.[11]
- 4. ožujka 1945. – Petnaesta zračna snaga izvršila bombardiranje.[11]
- 12. ožujka 1945. – Dvanaesta i Petnaesta zračna snaga izvršile bombardiranje.[11]
- 14. ožujka 1945. – Petnaesta zračna snaga izvršila bombardiranje.[11]